# بناء التشدق اللاتينية

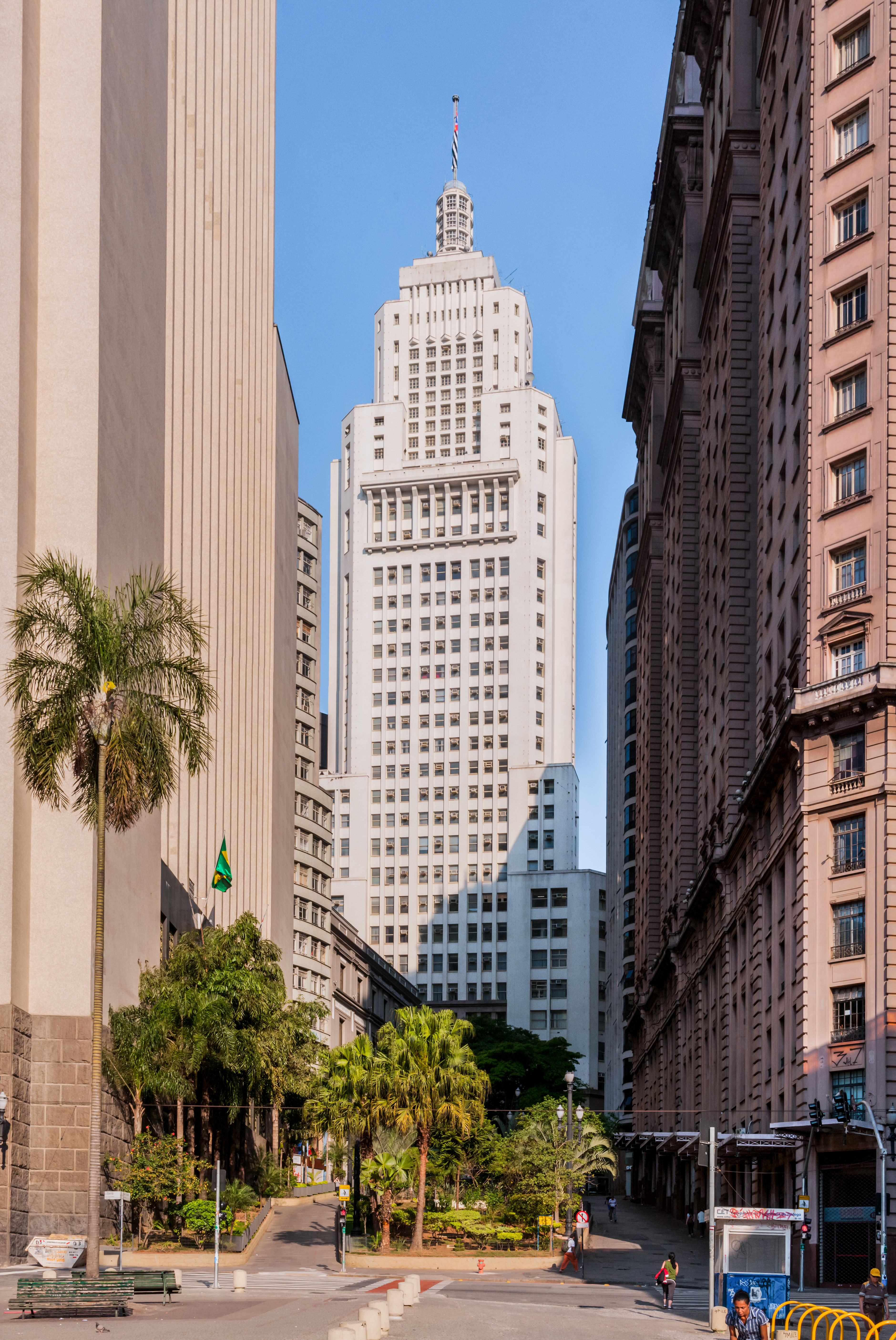
بناء التشدق اللاتينية

 بناء التشدق اللاتينية (بالبرتغالية: Edifício Altino Arantes‏) هو ناطحة سحاب في مدينة ساو باولو، هو حاليا أعلى ناطحة سحاب رابع في البرازيل. له 161 مترا، والأرضيات 40 و17.951 متر مربع. اكتمل في عام 1947، ويقع في وسط المدينة.